# Podlesice
Podlesice (německy Podletitz) jsou malá vesnice, část obce Veliká Ves v okrese Chomutov. Nachází se asi tři kilometry západně od Veliké Vsi.

## Název
Název vesnice vznikl odvozením z osobního jména Podles ve významu ves lidí Podlesových, nebo pravděpodobněji podle lidí, kteří bydlí pod lesem. V historických pramenech se jméno vesnice vyskytuje ve tvarech: Podlessicz (1352), in Podlessicz (1375), de Podlesycz (1463), Podleßicze (1541), Podlesycze nebo Podleticz (1545), Podleticze (1558), Podletitz nebo Podleticze (1787) a Podletitz (1846).

## Historie

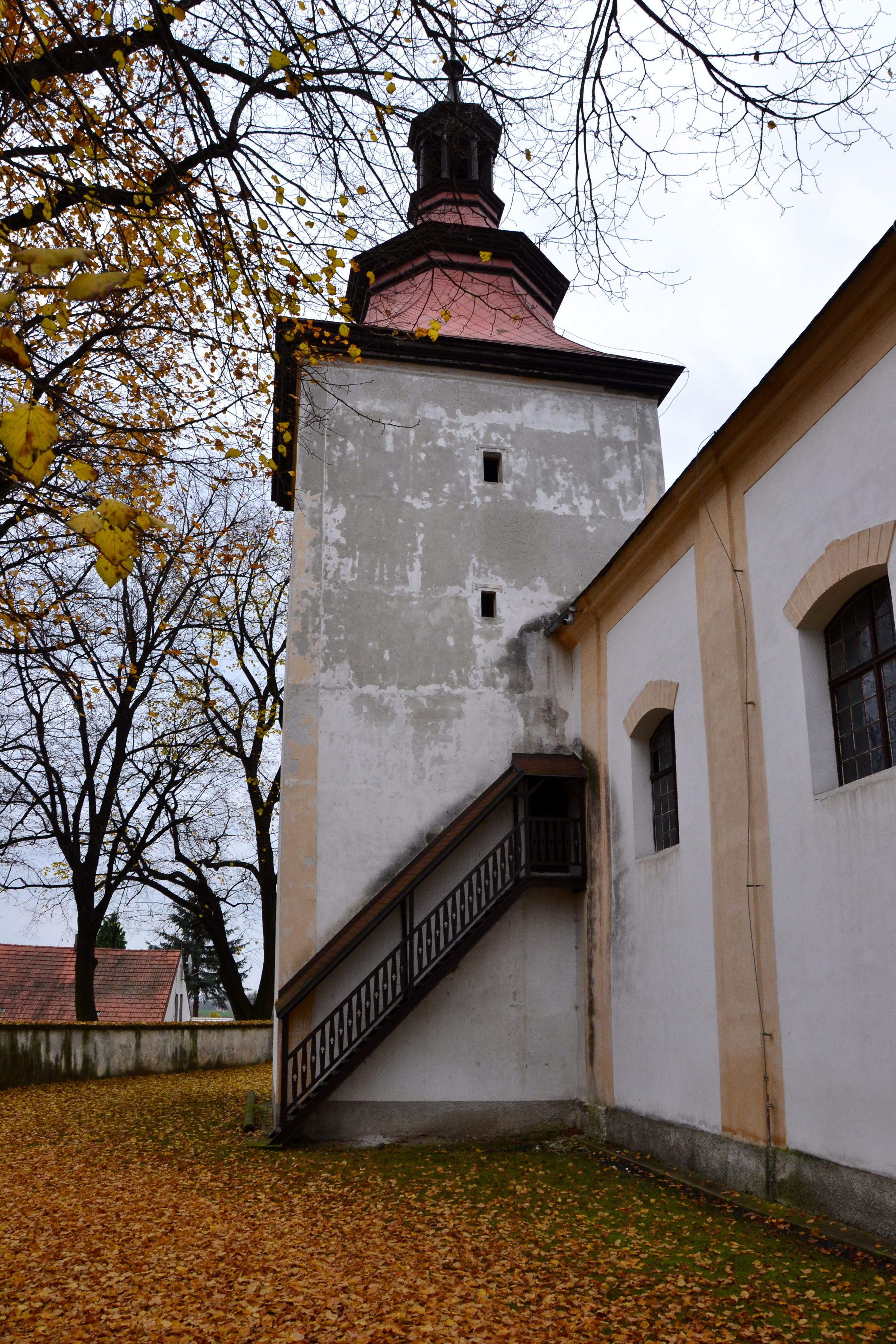
Kostel svatého Vavřince patří mezi opevněné kostely.

Krajina v okolí vesnice byla osídlena už v pravěku. Nejstarší nálezy pochází z neolitu a patří kulturám s lineární a vypíchanou keramikou. Od doby bronzové, kdy zde žili příslušníci únětické a knovízské kultury, je území obydleno nepřetržitě; další archeologické nálezy pochází z doby halštatské, doby římské a doby hradištní.
První písemná zmínka o Podlesicích pochází z roku 1196 a nachází se v listině, kterou Milhost z Mašťova daroval několik vesnic valdsaskému klášteru. Podlesice v ní jsou zmíněny jako sídlo jednoho ze svědků, kterým byl Lutherus de Buititz. Roku 1375 vesnice patřila Jindřichovi z Podlesic, ale na počátku patnáctého století ji koupil Jindřich z Dubé na Dražicích. Roku 1514 vesnici získal Opl z Fictumu, který připojil k šumburskému panství. Oplův majetek byl zabaven za penězokazectví, a panství proto spravovala královská komora, která jej roku 1532 zastavila Šlikům, a v roce 1545 zcela přenechala Albrechtu Šlikovi jako úhradu patnácti tisíc kop grošů, které mu panovník dlužil.

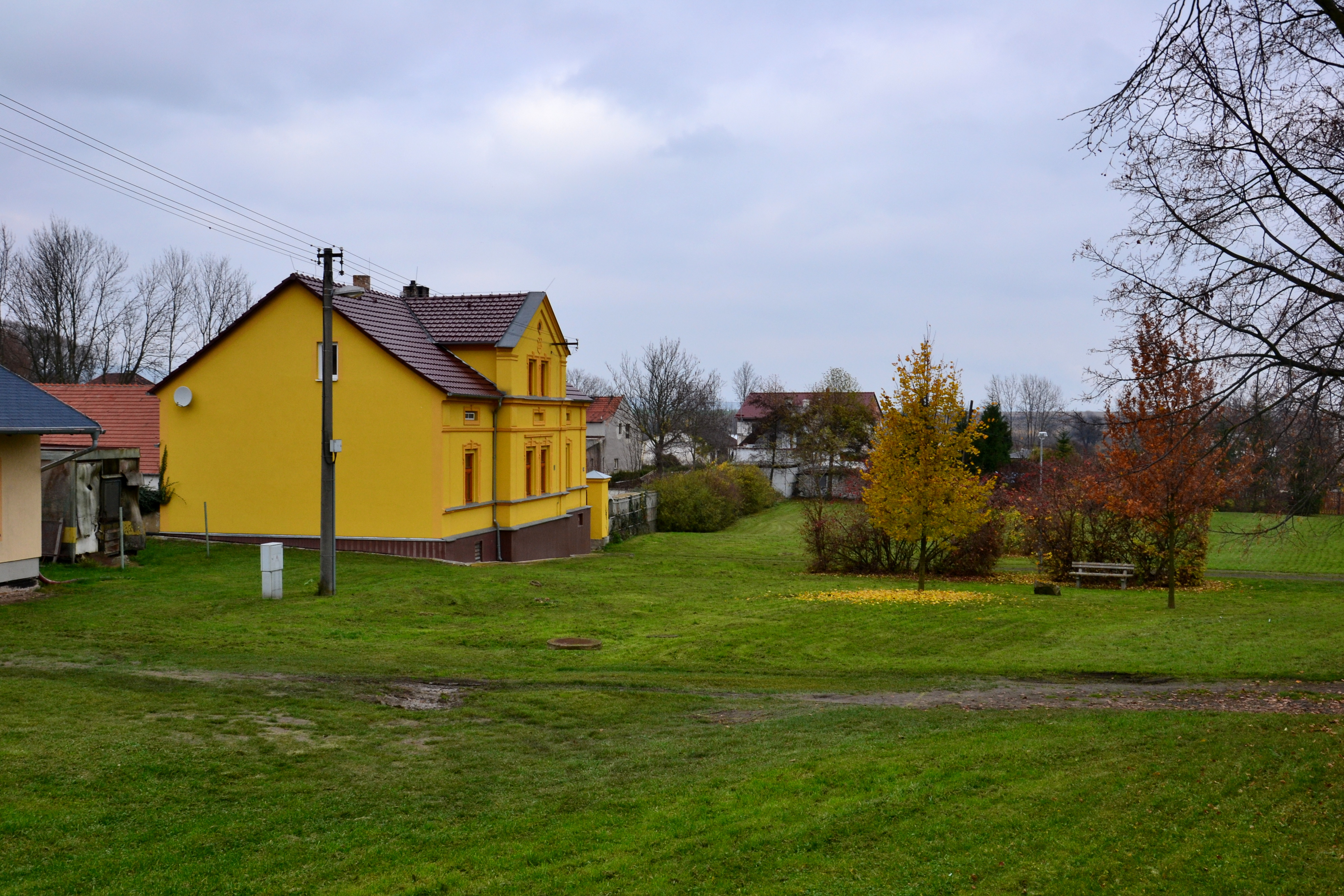
Střední část návsi

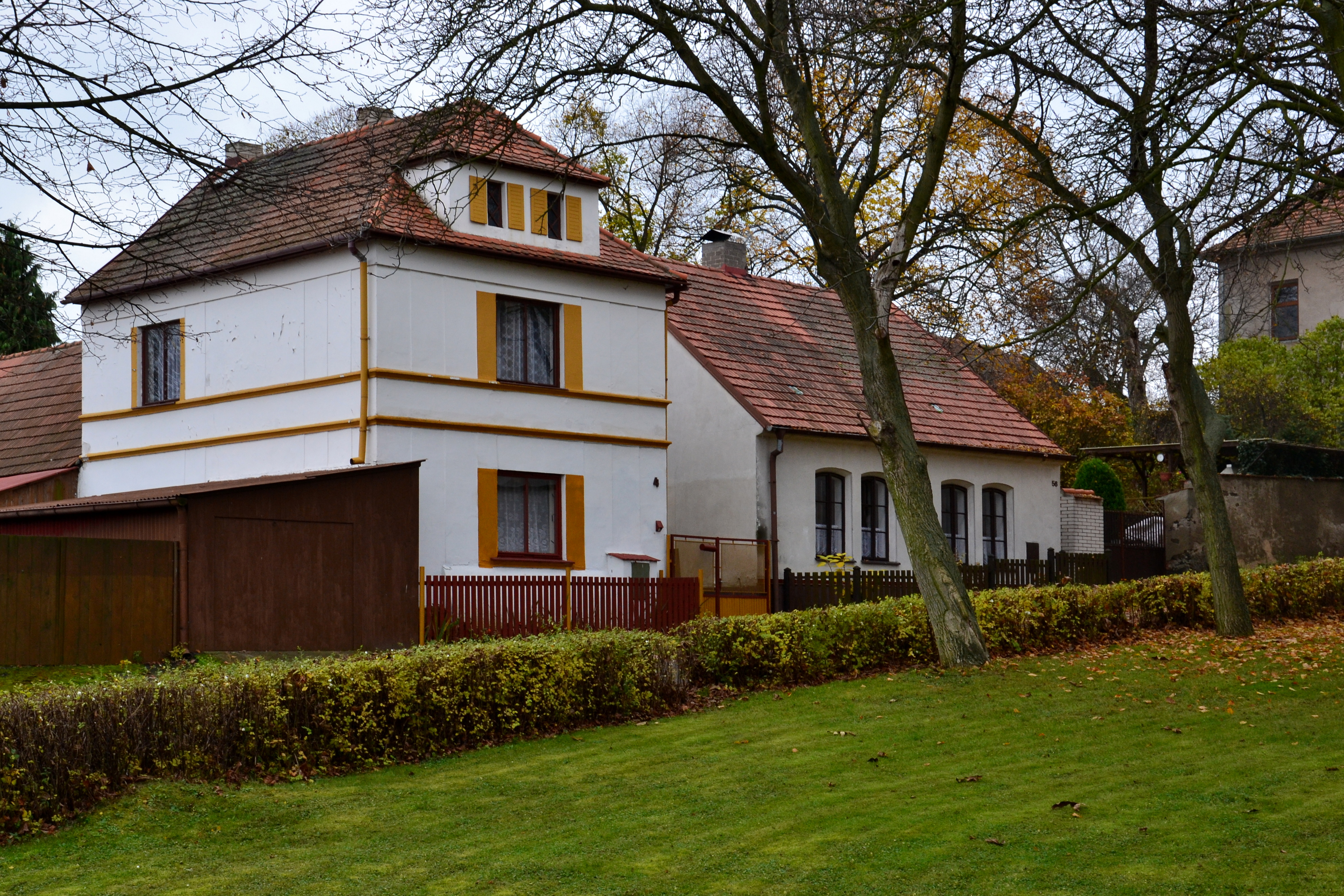
Domy pod kostelem

Další vlastník Podlesic je znám až z roku 1622, kdy vesnice patřila k vilémovskému panství Viléma Vojtěcha Doupovce z Doupova. Tehdy mu bylo panství zkonfiskováno za účast na stavovském povstání v letech 1618–1620. O rok později jeho statky koupil hrabě Jan Zdeněk Vratislav z Mitrovic. Podle berní ruly z roku 1654 statek Podlesice patřil k Vilémovu a tvořily jej vesnice Podlesice, Konice a Sedlec v majetku hraběte z Mitrovic. V Podlesicích žilo osm sedláků, šest chalupníků a jeden poddaný bez pozemků. Jeden ze sedláků a všichni chalupníci měli pusté usedlosti. Sedláci měli celkem čtrnáct potahů a chovali jedenáct krav, dvanáct jalovic, 31 prasat a jednu kozu. Chalupníkům patřila jen jedna jalovice a jedna koza. Celkově tak byla vesnice ve velmi špatném stavu.
V roce 1659 panství zdědil Jan Karel Hložek ze Štampachu a o tři roky později je prodal hraběti Janu Františku Goltzovi. Od té doby Podlesice patřily k mašťovskému panství až do zrušení zrušení poddanství. Noví majitelé byli k poddaným velmi tvrdí a vyžadovali od nich s výjimkou neděle každodenní robotu od sedmi do 16.30 v zimě a od 3.45 do 20.15 v létě. Posledními šlechtickými majiteli vsi bývali Černínové, kterým i po roce 1850 zůstal místní statek (čp. 1).
Základem vesnického hospodaření vždy bývalo zemědělství. Pokusy o těžbu hnědého uhlí byly brzy zastaveny kvůli velkému množství podzemní vody, která doly zaplavovala. Na polích se pěstoval ječmen, pšenice, žito, cukrová i krmná řepa a pícniny. Většina obyvatel pracovala na černínském statku, který patřil ke krásnodvorskému velkostatku. Z něj byl při pozemkové reformě roku 1927 vyčleněn zbytkový statek v Podlesicích čp. 1 s výměrou necelých 115 hektarů.
Po druhé světové válce byli vysídleni němečtí obyvatelé a jejich usedlosti přiděleny volyňským Čechům, kteří se sem přistěhovali jako členové 1. československého armádního sboru.
Po roce 1992 byl do vesnice zaveden vodovod. V rámci majetkových restitucí získali dědicové původních majitelů statek čp. 1, opravili jej a založili rodinnou farmu. Na počátku 21. století ve vsi bývala hospoda a prodejna potravin.

## Přírodní poměry

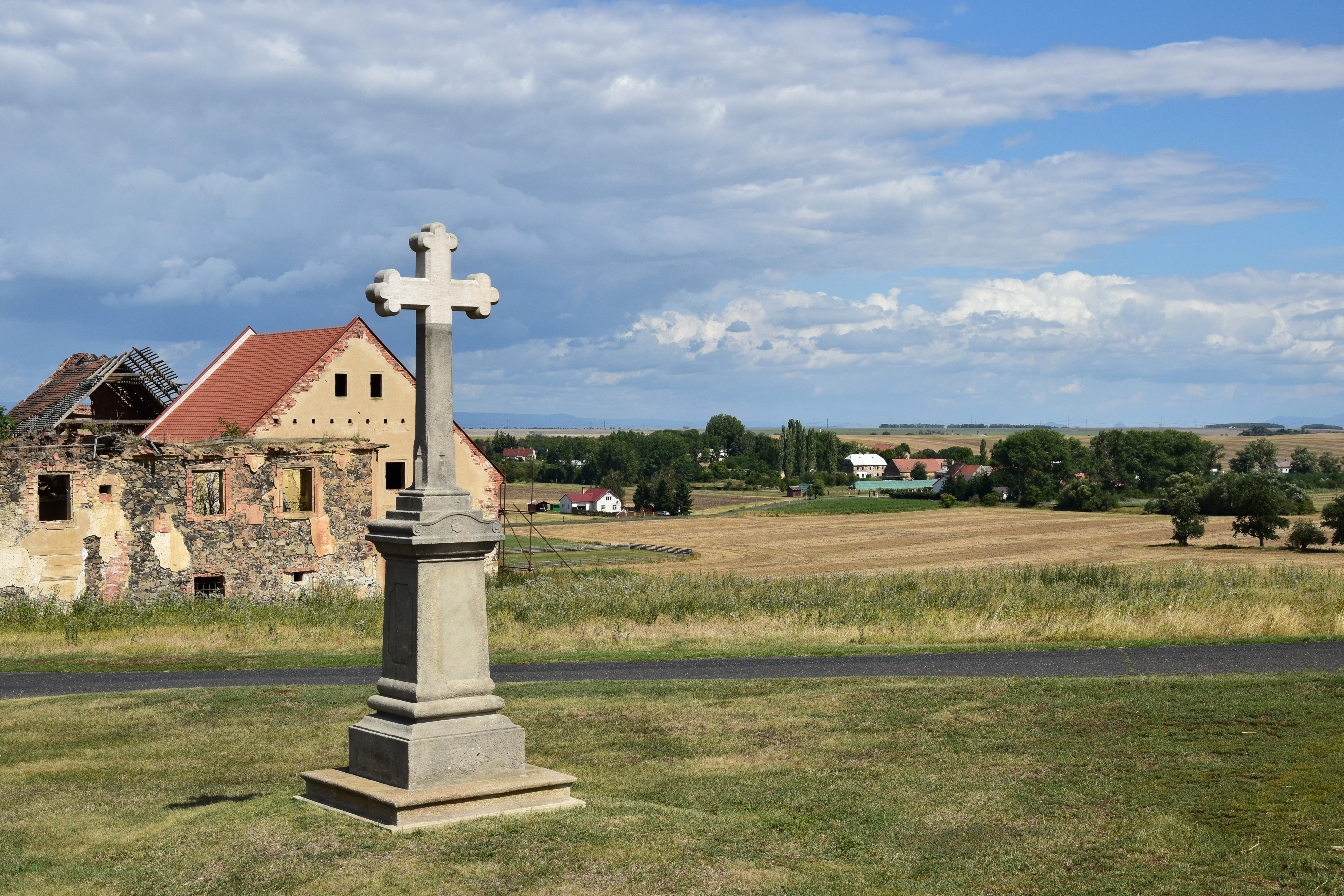
Krajina mezi Podlesicemi a Vitčicemi

Podlesice stojí v nadmořské výšce okolo 295 metrů v západní části katastrálního území Veliká Ves s rozlohou 17,81 km², asi jedenáct kilometrů jihovýchodně od Kadaně a tři kilometry severozápadně od Veliké Vsi. Oblast se nachází na rozhraní Mostecké pánve a Doupovských hor. Samotná vesnice stojí v Pětipeské kotlině, která je součástí pánve, ale západně a jižně od vsi vede její hranice s Rohozeckou vrchovinou. Z půdních typů v okolí Podlesic převládá smonice modální, která se vyvinula ze slínového substrátu. Vesnicí ani jejím okolím neprotékají žádné větší vodní toky, ani se zde nenacházejí rozsáhlé vodní plochy. K severnímu okraji vsi zasahuje chráněné ložiskové území Veliká Ves I (hnědé uhlí).
V Quittovově klasifikaci podnebí se Podlesice nachází v mírně teplé oblasti MT11, pro kterou jsou typické průměrné teploty −2 až −3 °C v lednu a 16–17 °C v červenci. Roční úhrn srážek dosahuje 600–750 milimetrů, počet letních dnů je 40–50, počet mrazových dnů se pohybuje mezi 110 a 130 a sněhová pokrývka zde leží průměrně 50–60 dnů v roce.

## Obyvatelstvo
Při sčítání lidu v roce 1921 zde žilo 361 obyvatel (z toho 181 mužů), kteří byli s výjimkou šesti Čechoslováků a jednoho cizince německé národnosti. Kromě tří židů se hlásili k římskokatolické církvi. Podle sčítání lidu z roku 1930 měla vesnice 333 obyvatel: 36 Čechoslováků a 297 Němců. Až na dva členy církve československé byli římskými katolíky.
|                                                         | 1869 | 1880 | 1890 | 1900 | 1910 | 1921 | 1930 | 1950 | 1961 | 1970 | 1980 | 1991 | 2001 | 2011 | 2021 |
| ------------------------------------------------------- | ---- | ---- | ---- | ---- | ---- | ---- | ---- | ---- | ---- | ---- | ---- | ---- | ---- | ---- | ---- |
| Obyvatelé                                               | 334  | 391  | 377  | 374  | 354  | 361  | 333  | 128  | 97   | 69   | 73   | 54   | 58   | 62   | 96   |
| Domy                                                    | 48   | 52   | 60   | 62   | 61   | 63   | 65   | 42   | 48   | 23   | 18   | 21   | 21   | 24   | 29   |
| Počet domů z roku 1961 zahrnuje také domy ve Vitčicích. |      |      |      |      |      |      |      |      |      |      |      |      |      |      |      |

## Obecní správa
Po zrušení patrimoniální správy se Podlesice roku 1850 staly samostatnou obcí, kterou zůstaly až do roku 1960, od kterého jsou částí obce Veliká Ves v okrese Chomutov. Od roku 1986 sídlil v budově bývalé školy místní národní výbor a po něm obecní úřad.

## Školství
Škola v Podlesicích existovala už v šestnáctém století, ale vyučování tehdy probíhalo v běžných domech. Školní budova byla postavena až koncem osmnáctého století, ale roku 1884 ji nahradila nová. Od roku 1886 byla škola trojtřídní. Na počátku dvacátého století měla obec i vlastní knihovnu. Po druhé světové válce byla škola otevřena 1. března 1946 pro žáky prvního až pátého ročníku. Mívala zprvu jednu, později dvě třídy a chodily do ní také děti z Vitčic, Nových Třebčic a Chotěbudic. S úbytkem žáků byla škola roku 1966 změněna zpět na jednotřídní a roku 1974 zrušena. Až do roku 1999 zde fungovala mateřská škola.

## Pamětihodnosti

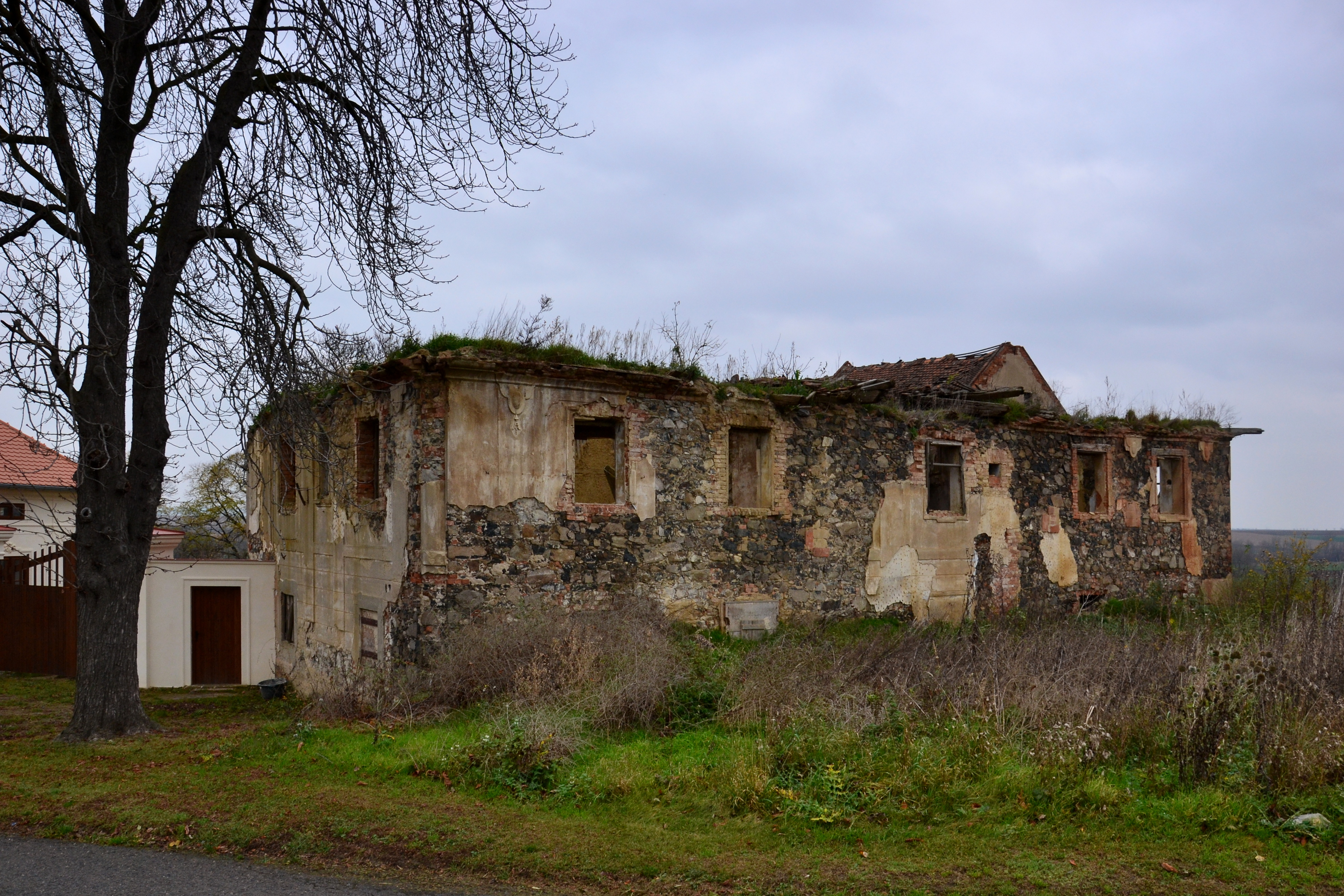
Zřícenina fary

Dominantou horní části návsi je původně gotický kostel svatého Vavřince ze druhé poloviny čtrnáctého století, který svou dochovanou podobu získal při barokní přestavbě v roce 1701. Pod hřbitovní zdí, která kostel obklopuje, stojí socha svatého Jana Nepomuckého z roku 1775 (Emanuel Poche uvádí rok 1770) od Jakuba Eberleho a socha Panny Marie byla umístěna přímo na hřbitov ke kostelu. Poslední kulturní památkou ve vesnici je areál fary z konce osmnáctého století. Tvoří jej hlavní patrová budova s valbovou střechou a dvě přízemní budovy určené k hospodářským a obytným účelům. Do dvora se vjíždí bránou mezi průčelími budov. Hlavní budova je v havarijním stavu. U hřbitovní zdi roste skupina patnácti lip malolistých.